# Meys
Meys és un municipi francès situat al departament del Roine i a la regió d'Alvèrnia-Roine-Alps. L'any 2007 tenia 674 habitants.

## Demografia

### Població
El 2007 la població de fet de Meys era de 674 persones. Hi havia 262 famílies de les quals 64 eren unipersonals (40 homes vivint sols i 24 dones vivint soles), 91 parelles sense fills, 103 parelles amb fills i 4 famílies monoparentals amb fills.
La població ha evolucionat segons el següent gràfic:
Habitants censats

### Habitatges
El 2007 hi havia 322 habitatges, 262 eren l'habitatge principal de la família, 29 eren segones residències i 31 estaven desocupats. 302 eren cases i 18 eren apartaments. Dels 262 habitatges principals, 212 estaven ocupats pels seus propietaris, 45 estaven llogats i ocupats pels llogaters i 6 estaven cedits a títol gratuït; 13 tenien dues cambres, 35 en tenien tres, 69 en tenien quatre i 146 en tenien cinc o més. 157 habitatges disposaven pel capbaix d'una plaça de pàrquing. A 105 habitatges hi havia un automòbil i a 142 n'hi havia dos o més.

### Piràmide de població
La piràmide de població per edats i sexe el 2009 era:
| Homes | Edats   | Dones |
| ----- | ------- | ----- |
| 0     | 95 o +  | 0     |
| 0     | 90 a 94 | 0     |
| 8     | 85 a 89 | 4     |
| 4     | 80 a 84 | 8     |
| 0     | 75 a 79 | 20    |
| 16    | 70 a 74 | 16    |
| 16    | 65 a 69 | 12    |
| 12    | 60 a 64 | 28    |
| 24    | 55 a 59 | 8     |
| 24    | 50 a 54 | 12    |
| 12    | 45 a 49 | 16    |
| 28    | 40 a 44 | 48    |
| 16    | 35 a 39 | 8     |
| 36    | 30 a 34 | 28    |
| 8     | 25 a 29 | 4     |
| 12    | 20 a 24 | 24    |
| 20    | 15 a 19 | 32    |
| 44    | 10 a 14 | 40    |
| 16    | 5 a 9   | 12    |
| 8     | 0 a 4   | 8     |

## Economia
El 2007 la població en edat de treballar era de 452 persones, 358 eren actives i 94 eren inactives. De les 358 persones actives 348 estaven ocupades (197 homes i 151 dones) i 10 estaven aturades (4 homes i 6 dones). De les 94 persones inactives 39 estaven jubilades, 23 estaven estudiant i 32 estaven classificades com a «altres inactius».

### Ingressos
El 2009 a Meys hi havia 276 unitats fiscals que integraven 731 persones, la mediana anual d'ingressos fiscals per persona era de 17.102 €.

### Activitats econòmiques
Dels 32 establiments que hi havia el 2007, 1 era d'una empresa alimentària, 6 d'empreses de fabricació d'altres productes industrials, 9 d'empreses de construcció, 2 d'empreses de comerç i reparació d'automòbils, 3 d'empreses d'hostatgeria i restauració, 7 d'empreses de serveis, 3 d'entitats de l'administració pública i 1 d'una empresa classificada com a «altres activitats de serveis».
Dels 13 establiments de servei als particulars que hi havia el 2009, 1 era un taller de reparació d'automòbils i de material agrícola, 3 fusteries, 3 lampisteries, 2 electricistes, 1 veterinari i 3 restaurants.
L'any 2000 a Meys hi havia 47 explotacions agrícoles que ocupaven un total de 1.080 hectàrees.

## Equipaments sanitaris i escolars
El 2009 hi havia una escola elemental.

## Poblacions més properes
El següent diagrama mostra les poblacions més properes.